# Liczby naturalne

Półprosta przedstawiająca liczby naturalne z zerem (0) – wariant osi liczbowej

Pogrubiona, duża litera N – standardowy symbol zbioru liczb naturalnych.

Liczby naturalne – podstawowy typ liczb, rozumiany dwojako:
- w sensie szerszym są to moce zbiorów skończonych: 0, 1, 2...;
- w sensie węższym są to moce niepustych zbiorów skończonych: 1, 2, 3...

Liczby te opisują liczności i kolejności, przez co odpowiadają liczebnikom głównym i porządkowym. Dodatnie liczby naturalne są używane przez ludzi od prehistorii i częściowo też przez inne gatunki zwierząt, a do ich zapisu wprowadzono cyfry. Czasy historyczne przyniosły dalszy rozwój matematyki, w tym rozumienia liczb naturalnych:
- pojęcie zera;
- efektywny zapis – systemy pozycyjne, a potem też notację wykładniczą służącą m.in. do dużych liczb naturalnych oraz strzałkową do jeszcze większych;
- ścisłe definicje, oparte na teorii mnogości.

Zbiór wszystkich liczb naturalnych oznacza się symbolem {\displaystyle \mathbb {N} }. Jest przedmiotem badań różnych działów matematyki jak arytmetyka – elementarna, wyższa i modularna – oraz kombinatoryka, inne obszary matematyki dyskretnej, algebra i metamatematyka. Liczbami naturalnymi definiuje się inne struktury jak:
- liczby całkowite, konstruowane z nich liczby wymierne, rzeczywiste i ich dalsze uogólnienia;
- ciągi – są to funkcje, których dziedziną jest podzbiór zbioru liczb naturalnych[4];
- zbiory przeliczalne[5][6].

## Nazewnictwo i oznaczenia
Termin liczby naturalne pojawił się w pewnej postaci w XV wieku, a w XVIII wieku stał się powszechny, występując m.in. w Encyklopedii Britannica. Najpóźniej w XIX wieku pojawiło się włączanie zera do tego zbioru. Odtąd wśród matematyków występują różne konwencje:
- starszego znaczenia, bez zera, używają m.in. Wacław Sierpiński[9] i Aleksander Ivić[10];
- nowszego znaczenia, z zerem, używali m.in.:
  - John von Neumann – jego model liczb naturalnych w teorii mnogości, opisany w dalszej sekcji, opiera się na zbiorze pustym {\displaystyle \emptyset } utożsamianym z zerem;
  - John Horton Conway[7];
  - polskie szkolnictwo – konwencję tę stosują edukacyjne strony WWW prowadzone przez Ministerstwo Edukacji Narodowej (MEN)[11][12] oraz podręczniki szkolne zatwierdzone przez ministerstwo[13].

Oprócz symbolu {\displaystyle \mathbb {N} } stosuje się też inne, bardziej jednoznaczne:
- bez zera: {\displaystyle \{1,2,\dots \}=\mathbb {N} ^{*}=\mathbb {N} ^{+}=\mathbb {N} _{0}\smallsetminus \{0\}=\mathbb {N} _{1}=\mathbb {Z} _{+};}
- z zerem: {\displaystyle \{0,1,2,\dots \}=\mathbb {N} _{0}=\mathbb {N} ^{0}=\mathbb {N} ^{*}\cup \{0\}.}

## Definicje

### Postulaty Peana

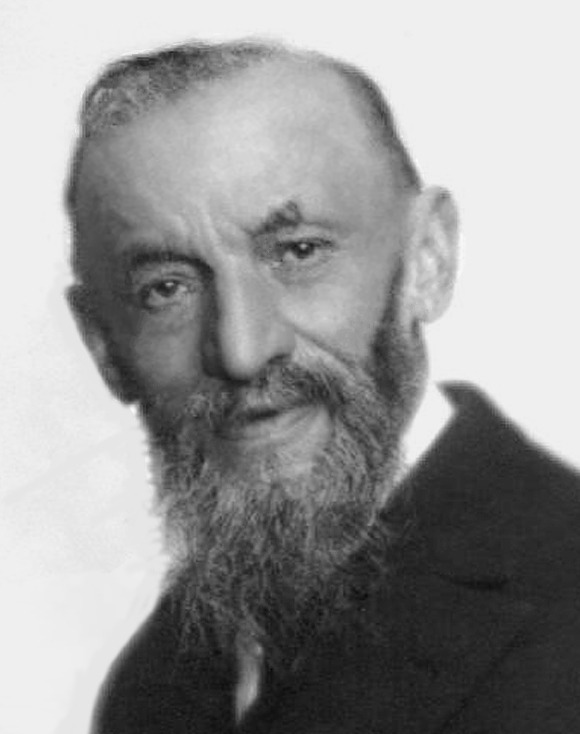
Giuseppe Peano (1858–1932)

Giuseppe Peano zaproponował następujące warunki – tzw. postulaty lub aksjomaty Peana – które musi spełniać dowolna konstrukcja zbioru liczb naturalnych:
- 0 jest liczbą naturalną,
- Każda liczba naturalna ma swój następnik, oznaczany {\displaystyle S(a),}
- 0 nie jest następnikiem żadnej liczby naturalnej,
- Różne liczby naturalne mają różne następniki: {\displaystyle a\neq b\Rightarrow S(a)\neq S(b),}
- Jeśli 0 ma daną własność i następnik dowolnej liczby naturalnej o tej własności również ma tę własność, to każda liczba naturalna ma tę własność (zasada indukcji matematycznej).

Z ostatniej własności wynika, że każda liczba naturalna jest albo zerem, albo następnikiem pewnej liczby naturalnej.
Gdyby w powyższej wersji aksjomatyki Peana zamienić 0 przez dowolny inny symbol (różny od S), to zmiana byłaby czysto formalna, nic istotnie nie zmieniłoby się. W szczególności można zamiast 0 napisać 1. Zauważmy, że aksjomaty Peana nic nie mówią o operacjach arytmetycznych takich jak dodawanie, odejmowanie, mnożenie itd., ani też nie wspominają uporządkowania (relacji {\displaystyle \leqslant }). Definiują tylko operację następnika, S. Pozostałe pojęcia trzeba dopiero zdefiniować w terminach S. Okazuje się to możliwe. Poniżej, dwa warunki definiują dodawanie, dla którego 0 gra rolę elementu neutralnego (pierwszy warunek w definicji: {\displaystyle a+0=a}).
Dodawanie definiujemy jako operację spełniającą następujące warunki:
- {\displaystyle a+0=a,}
- {\displaystyle a+S(b)=S(a)+b.}

To wystarczy do wyliczenia sumy liczb, np. obliczając {\displaystyle 2+2} (dwa oznacza skrótowy zapis liczby S(S(0))), kolejno otrzymujemy:
- {\displaystyle 2+2,}
- {\displaystyle 2+S(1)} bo 2 jest następnikiem 1,
- {\displaystyle S(2)+1} z definicji,
- {\displaystyle 3+1} następnik 2 oznaczamy symbolem 3,
- {\displaystyle 3+S(0)} 1 jest następnikiem 0,
- {\displaystyle S(3)+0=S(3)} z definicji,
- {\displaystyle S(3)=4} następnik 3 oznaczamy symbolem 4.

Podobnie definiujemy mnożenie jako operację spełniającą warunki:
- {\displaystyle a\cdot 0=0,}
- {\displaystyle a\cdot S(b)=(a\cdot b)+a.}

W wersji liczb naturalnych wykluczającej 0, pierwszy aksjomat mnożenia {\displaystyle (a\cdot 0=0)} byłby zastąpiony przez warunek: {\displaystyle a\cdot 1=a.}
Powyższe postulaty mówią, jakie własności mają liczby naturalne, z definicji. W ramach teorii mnogości zbiór liczb naturalnych, spełniający aksjomaty Peana, można skonstruować na wiele sposobów. Szczególnie popularna jest konstrukcja von Neumanna (patrz niżej).

### Konstrukcja Fregego-Russella
Pierwsza konstrukcja liczb naturalnych, autorstwa Gottloba Fregego i niezależnie Bertranda Russella, definiuje je po prostu jako liczności (ściślej: moce) zbiorów skończonych.

### Model von Neumanna

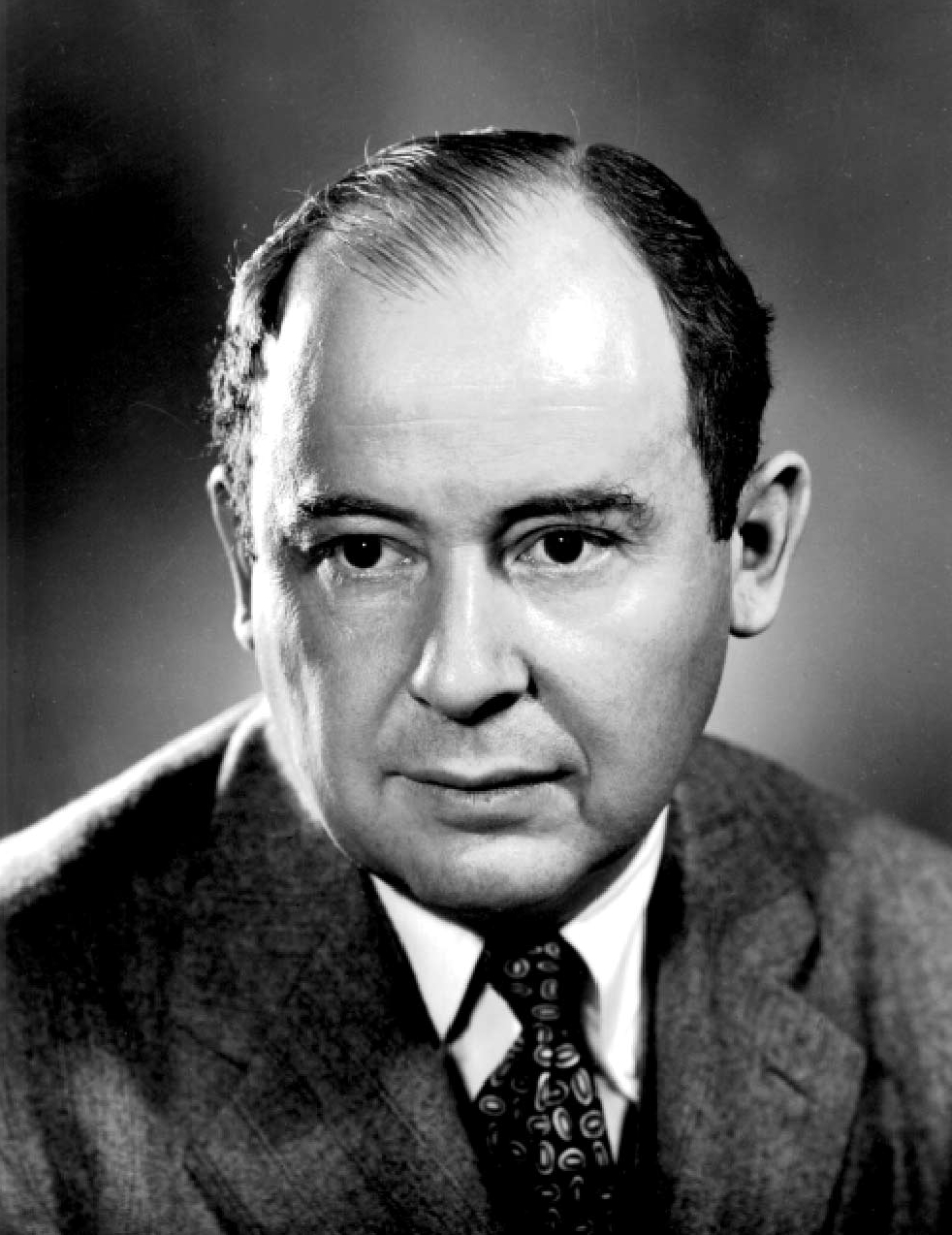
John von Neumann (1903–1957)

Animacja konstrukcji von Neumanna liczb naturalnych ze zbioru pustego

Jest to przykład eleganckiej konstrukcji zbioru liczb naturalnych w ramach teorii mnogości, podanej przez węgierskiego matematyka Johna von Neumanna – nie jedynej, ale jednej z ważniejszych:
Niech X – zbiór induktywny.
Niech {\displaystyle P:=\{Y\subset X:Y{\text{ - induktywny}}\}.} Przecięcie {\displaystyle \mathbb {N} :=\cap P} jest zbiorem induktywnym (dowód przy aksjomacie nieskończoności), zawartym w każdym innym induktywnym:
rzeczywiście, niech {\displaystyle Z} – zbiór induktywny. To {\displaystyle \mathbb {N} \cap Z} też jest zbiorem induktywnym (jako przecięcie zbiorów induktywnych), zawartym w {\displaystyle X,} a więc zawierającym {\displaystyle \mathbb {N} ,} a więc równym {\displaystyle \mathbb {N} } – co kończy dowód.
Korzystając z induktywności {\displaystyle \mathbb {N} {:}}
- {\displaystyle \emptyset \in \mathbb {N} } – oznaczamy jako 0,
- {\displaystyle S(\emptyset )=\{\emptyset \}} – oznaczamy jako 1,
- {\displaystyle S(\{\emptyset \})=\{\emptyset ,\{\emptyset \}\}} – oznaczamy jako 2
- {\displaystyle S(\{\emptyset ,\{\emptyset \}\})=\{\emptyset ,\{\emptyset \},\{\emptyset ,\{\emptyset \}\}\}} – oznaczamy jako 3
- {\displaystyle S(n)=n\cup \{n\}} – oznaczamy jako {\displaystyle n+1}

Tak skonstruowany zbiór liczb naturalnych spełnia aksjomaty Peana.
Tak więc w modelu von Neumanna (i na ogół w teorii mnogości) za każdą liczbę naturalną uważamy zbiór składający się ze wszystkich poprzednich liczb naturalnych, np. {\displaystyle 2=\{0,1\},} {\displaystyle 5=\{0,1,2,3,4\}} itd.

## Podstawowe własności

### Moc

Alef zero – pierwsza nieskończona liczba kardynalna, definiowana jako moc zbioru liczb naturalnych

Liczby naturalne to podstawowy przykład zbioru nieskończonego – jest on równoliczny z częścią swoich podzbiorów właściwych. Moc tego zbioru nazywa się alef zero i oznacza {\displaystyle \aleph _{0};} jest to najmniejsza nieskończona liczba kardynalna. Zbiory tej mocy nazywa się przeliczalnymi, przy czym czasem to pojęcie obejmuje też zbiory skończone.

### Porządek
Dla dowolnych liczb naturalnych {\displaystyle k,m,n{:}}
- {\displaystyle m<n\Rightarrow m\leqslant n,}
- {\displaystyle \neg (n<n),}
- {\displaystyle m\leqslant n\wedge \neg (m=n)\Rightarrow m<n,}
- {\displaystyle S(m)=S(n)\Rightarrow m=n,}
- {\displaystyle n\leqslant k\leqslant S(n)\Rightarrow k=n\vee k=S(n),}
- {\displaystyle m=n\vee n<m\vee m<n.}

### Działania

Relacja podzielności wprowadza w zbiorze liczb naturalnych częściowy porządek; można go przedstawić przez diagram Hassego. Relacja ta definiuje dwa działania: największy wspólny dzielnik (NWD) i najmniejszą wspólną wielokrotność (NWW). Zbiór liczb naturalnych z dwuargumentowymi wersjami tych działań tworzy kratę.

W zbiorze liczb naturalnych definiuje się szereg działań jak:
- minimum (min),
- maksimum (max),
- dodawanie (+),
- mnożenie (·),
- potęgowanie[a],
- największy wspólny dzielnik (NWD),
- najmniejsza wspólna wielokrotność (NWW).

Przez to w algebrze abstrakcyjnej mówi się, że liczby naturalne tworzą struktury algebraiczne:
- większość tych działań – oprócz potęgowania[17] – jest łączna, przez co liczby naturalne tworzą z nimi półgrupy[18];
- dodawanie, mnożenie i NWW mają wśród liczb naturalnych elementy neutralne – odpowiednio 0, 1 i 1 – przez co półgrupy te są nazywane monoidami;
- mnożenie jest też rozdzielne względem dodawania, przez co liczby naturalne z tymi dwoma działaniami (+,·) tworzą półpierścień[19];
- półpierścieniami są też liczby naturalne z działaniami minimum i dodawania (min,+) oraz maksimum i dodawania (max,+)[19];
- działania NWD i NWW są też przemienne, idempotentne i spełniają inne warunki kraty[16].

Niektóre pary liczb naturalnych można też odejmować i dzielić, jednak wynik może nie być liczbą naturalną. Przez to mówi się, że działania te nie są wewnętrzne w tym zbiorze lub że nie jest on na nie zamknięty – nie są to działania na liczbach naturalnych w sensie algebry abstrakcyjnej.
Każda liczba naturalna:
- ma jednoznaczną faktoryzację – mówi o tym zasadnicze twierdzenie arytmetyki;
- jest sumą czterech kwadratów liczb naturalnych – mówi o tym arytmetyczne twierdzenie Lagrange’a.

## Historia
Pierwsze systematyczne, abstrakcyjne studia nad liczbami przypisuje się starożytnym Grekom: Pitagorasowi, Euklidesowi i Archimedesowi. Poza Grecją niezależne rozważania prowadzono w rejonie Indii, Chin i Ameryki Środkowej.
Pierwszym krokiem do wyabstrahowania liczb naturalnych było stworzenie sposobu ich zapisu. W Babilonii stosowano na przykład cyfry o wartościach od 1 do 10, gdzie o wartości liczby decydowała pozycja kolejnych cyfr w szeregu. W starożytnym Egipcie stosowano odpowiednie hieroglify o wartościach 1, 10 i kolejnych potęgach 10, aż do miliona.
Choć wydawałoby się, że liczby naturalne są podstawowym pojęciem matematycznym i ich definicja była jedną z wcześniejszych, to jednak jest inaczej. Przykładowo bardziej skomplikowane liczby rzeczywiste (używane już w starożytności przez Eudoksosa, ok. 408 – ok. 355 p.n.e.) zostały zdefiniowane formalnie przez Dedekinda w połowie XIX w, podczas gdy definicję liczb naturalnych podał Giuseppe Peano pod koniec XIX w.

### Zero
Pierwotnie zero było wykorzystywane jako pomoc w oznaczeniu „pustego miejsca”. Już w VII w. p.n.e. Babilończycy stosowali zero jako cyfrę w zapisie pozycyjnym, ale nigdy nie występowało ono samodzielnie jako liczba. W cywilizacji Majów zero było znane jako liczba już w I w. p.n.e. (być może znali je już w IV wieku p.n.e. wchłonięci przez Majów Olmekowie). W kulturze zachodniej zero, jako oddzielna, pełnoprawna wartość, pojawiło się znacznie później.
W roku 130 zera używał Klaudiusz Ptolemeusz. Współczesne pojęcie zera przypisuje się Hindusowi Brahmagupcie, pierwsze wzmianki pochodzą z roku 628. Zero stosowano niekonsekwentnie również w średniowieczu, nie miało ono jednak swojej reprezentacji w cyfrach rzymskich – stosowano łacińskie słowo nullae.

### Rola filozoficzna
W filozofii matematyki najpóźniej w XIX wieku powstała doktryna finityzmu, według której są to jedyne liczby, jakimi powinna zajmować się matematyka. Słynne jest stwierdzenie Leopolda Kroneckera, propagatora arytmetyzacji wszystkich dziedzin matematyki: Liczby naturalne stworzył dobry Bóg. Reszta jest dziełem człowieka.

## Uogólnienia
Wśród liczb całkowitych można wyróżnić podzbiór izomorficzny ze zbiorem liczb naturalnych. Innymi słowy istnieje podzbiór – z odziedziczonymi działaniami dodawania i mnożenia – spełniający aksjomaty Peana. To samo dotyczy dalszych uogólnień liczb całkowitych.